# A Matter of Life and Death (album)
A Matter of Life and Death è il quattordicesimo album in studio del gruppo musicale britannico Iron Maiden, pubblicato il 28 agosto 2006 dalla EMI nel Regno Unito e il 5 settembre dello stesso anno dalla Capitol Records negli Stati Uniti d'America.

## Descrizione
Il gruppo ha cominciato a scrivere i brani verso la fine del 2005, dopo le numerose apparizioni negli Stati Uniti d'America e in Europa. Dopo Natale, i brani sono stati completati e hanno cominciato la preparazione negli Sarm West Studios a Londra. Il titolo dell'album è ispirato al film Scala al paradiso di Michael Powell e Emeric Pressburger del 1946.
Il disco è caratterizzato da canzoni mediamente più lunghe della norma. Infatti, solo tre brani su dieci durano meno di sei minuti ciascuno.
La copertina è opera dell'illustratore statunitense Tim Bradstreet, noto soprattutto per i suoi lavori nell'ambito dei fumetti.

## Tracce
1. Different World – 4:17 (Adrian Smith, Steve Harris)
2. These Colours Don't Run – 6:52 (Adrian Smith, Steve Harris, Bruce Dickinson)
3. Brighter than a Thousand Suns – 8:44 (Adrian Smith, Steve Harris, Bruce Dickinson)
4. The Pilgrim – 5:07 (Janick Gers, Steve Harris)
5. The Longest Day – 7:48 (Adrian Smith, Steve Harris, Bruce Dickinson)
6. Out of the Shadows – 5:36 (Bruce Dickinson, Steve Harris)
7. The Reincarnation of Benjamin Breeg – 7:21 (Dave Murray, Steve Harris)
8. For the Greater Good of God – 9:24 (Steve Harris)
9. Lord of Light – 7:23 (Adrian Smith, Steve Harris, Bruce Dickinson)
10. The Legacy – 9:20 (Janick Gers, Steve Harris)

Tracce Bonus nel DVD (CD 2)
1. The Making of A MATTER OF LIFE AND DEATH 2. THE REINCARNATION OF BENJAMIN BREEG Video 3. Studio performance footage of DIFFERENT WORLD 4. Photo Gallery

## Formazione
Gruppo
- Bruce Dickinson – voce
- Dave Murray – chitarra solista e ritmica
- Adrian Smith – chitarra solista e ritmica, guitar synth (traccia 3)
- Janick Gers – chitarra solista e ritmica
- Steve Harris – basso, tastiera
- Nicko McBrain – batteria

Produzione
- Kevin Shirley – produzione, missaggio, del suono
- Steve Harris – coproduzione
- Drew Griffiths – ingegneria del suono
- Alex Mackenzie – assistenza tecnica

## Classifiche
| Classifica (2006-21) | Posizione massima |
| -------------------- | ----------------- |
| Australia            | 12                |
| Austria              | 4                 |
| Belgio (Fiandre)     | 8                 |
| Belgio (Vallonia)    | 7                 |
| Canada               | 2                 |
| Croazia              | 10                |
| Danimarca            | 8                 |
| Finlandia            | 1                 |
| Francia              | 5                 |
| Germania             | 1                 |
| Italia               | 1                 |
| Norvegia             | 2                 |
| Nuova Zelanda        | 16                |
| Paesi Bassi          | 7                 |
| Portogallo           | 11                |
| Regno Unito          | 4                 |
| Spagna               | 4                 |
| Stati Uniti          | 9                 |
| Svezia               | 1                 |
| Svizzera             | 2                 |

## Riconoscimenti
- 2006 – Metal Storm Awards – Miglior album heavy metal[13]